# 無菌操作

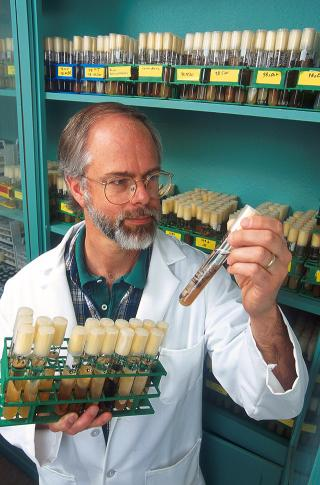
試験管での培養

無菌操作 (むきんそうさ、英: aseptic technique、asepsis) は、操作対象が外界環境の微生物に汚染されないように行う特別の手技、手法をいう。医療現場で行なわれるものと、培養法のような微生物学実験室で行われるものがある。

## 医療現場での無菌操作
Ayliffe et al. (2000)は医療現場での院内感染を、内科での院内感染と外科での院内感染とに分けて考えている。

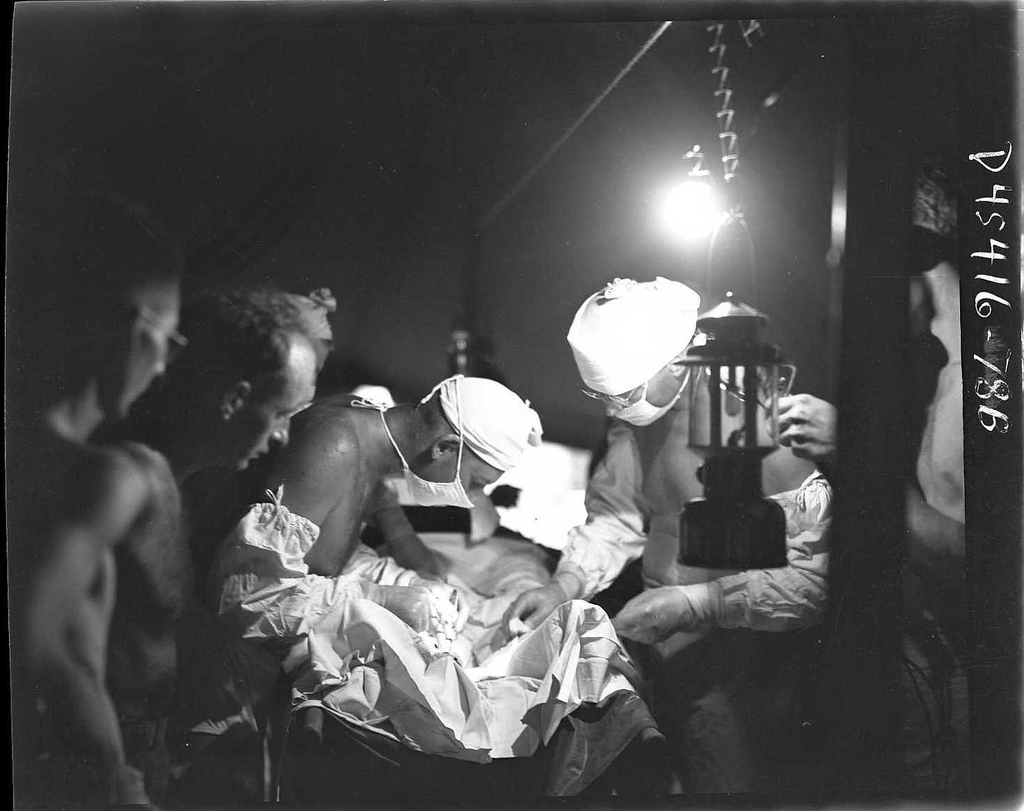
野戦病院での手術

内科での院内感染は、洗浄消毒によって微生物の苗床を無くすことで、病原体増殖を阻止すれば院内感染を防ぐことができる。
外科での院内感染は、殺菌消毒によって術野や手術用具の微生物を殺滅し、病原体の体内への直接侵入を阻止することで化膿等の院内感染を防ぐことができる。

### 無菌手術
消毒の重要性は、ルイ・パスツールの腐敗の細菌説に触発された外科医ジョゼフ・リスターによって啓蒙された(Lister 1867)。
外科手術の切開部の傷口や眼、粘膜等が感染症の病原体に汚染されないようにする。人体に投与される薬剤や、その際に使用される医療器具のパッケージ（内部包装）は無菌操作の下に製造されている。加えて薬液の注射、点滴を行う際の医療器具や容器およびその周辺を消毒、殺菌することで薬剤や医療器具が微生物に汚染される機会を無くする。

### 院内感染対策
院内感染は、消毒によって減らすことができる (Crow & Rayfield 1989)。パスツールの発見より早く、19世紀には医師センメルヴェイス・イグナーツが、院内分娩と自宅分娩で死亡率に大きな差があることに疑問を抱き、原因となる行動を突き止めカルキを使用した手洗いによって死亡率が低下すると提唱した。当時は受け入れられなかったが、現在では｢院内感染予防の父」と呼ばれている。

## 実験室での無菌操作

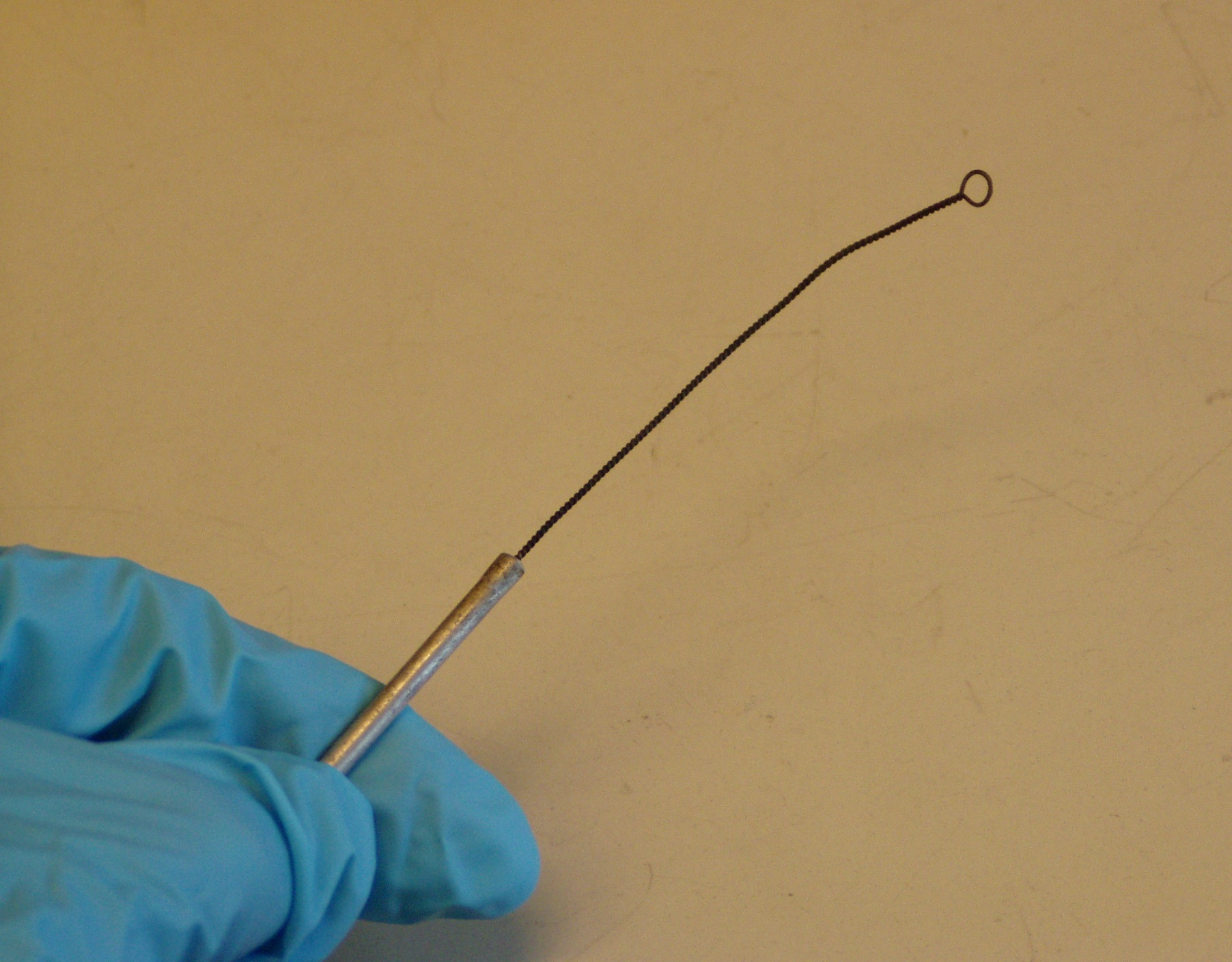
白金耳

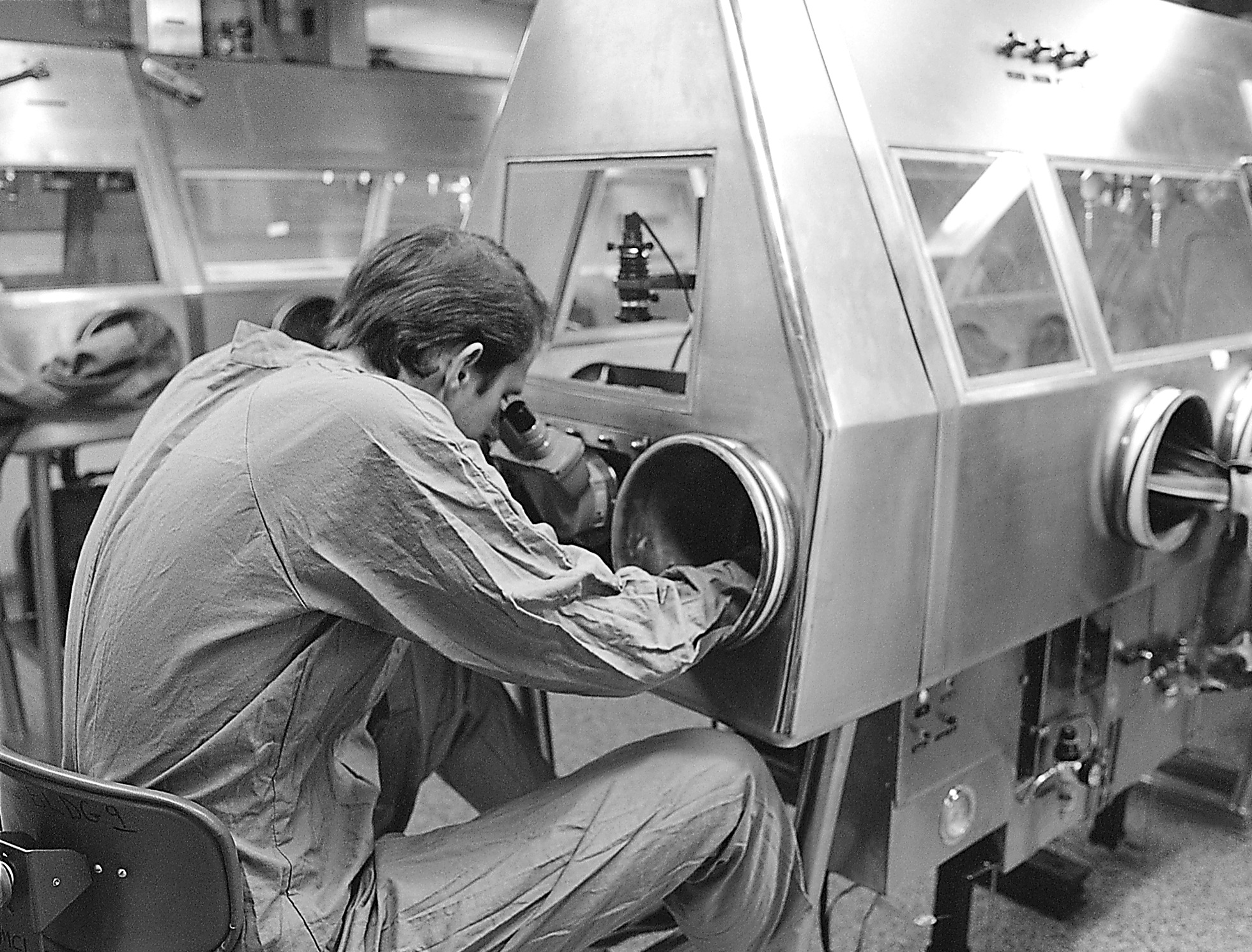
Class III biosafety cabinetを使用して検体を観察する研究者

「無菌操作」は、微生物学者が実験を行う際に、検体に含まれる微生物が他の物質と入り混じらないように行う、特異な手技の総称である。検体が病原体であった場合、これが漏れ出せば実験者やその周囲の者に感染を引き起こす。また逆に、検体に外界の環境菌が混入した場合は、純粋培養の邪魔となる（単にコンタミと言う場合はこちらを指していることが多い）。継代等、培養物を新しい培地に移動するような作業で、無菌操作が行われる。
次のような火炎滅菌は、代表的な無菌操作の一つである。ここでは三角フラスコから試験管へ移植するという設定で説明する。
1. 移動元となる三角フラスコ、移動先となる試験管、白金耳、ブンゼンバーナーを用意する。
2. バーナーに点火し、白金耳を炎に入れ、ゆっくりと前後に動かす。この時、ブンゼンバーナーの空気孔は青い炎になるように開け、白金耳は内炎の上端で焼く。この後、白金耳の中ほどより先端側は、作業終了まで検体以外に触れないようにする。
3. 移動元と移動先の試験管やフラスコを両方、利き手でない方の手で持つ。次からの手順はコンタミを避けるために迅速に行う必要があるので、しっかり準備する。
4. 利き手（の小指）で蓋をあけ、容器の口を焼いて邪魔な微生物を殺滅する。
5. 白金耳を利き手に取り、三角フラスコに突っ込み、先端で検体を拾う。次いでそれを試験管に差し入れ、移植する。それがすむと、両容器の口を焼き、蓋を閉める。本ステップは速やかに終わらせること。

白金耳上の検体は曝露中、どんどん汚れていくことを留意して、1回1回上記のステップを正確に繰り返すこと。1回採った検体を複数の培地に一度に移植しないようにする。
なお、作業中は容器の口を中空に上向きにさらすのを徹底的に避ける。たとえばシャーレは必ずわずかにずらして蓋を引っかけ、フラスコは斜めに持つ。これらは落下する微生物を培地に到達させないためである。その他、細かい心配りがあり、ほとんど作法と言っていいレベルの工夫がなされる。微生物学専攻の学生は、実地の実験室で、経験で無菌操作の原理を教わる。コンタミを防ぐ手技を身に付ける王道は、練習を繰り返すことである。
作業台は、雑巾で清掃してアルコールで拭いた普通の作業台でも可能であるが、殺菌した空間を用意する方法もあり、その方が確実である。古くは無菌箱が使われたが、クリーンベンチを用いれば落下菌や浮遊菌のコンタミネーションを減らすことができるので格段に無菌操作はたやすくなった。さらに、検体がバイオハザードである可能性が高い場合は、必ず安全キャビネットを用いなければならない。